# Bhonus
Bhonus är ett dansband från trakterna kring Sätila  i Marks kommun sydvästra Västergötland Sverige, bildat 1972. År 1979 började man turnera på heltid.
År 1988 släpptes bandet albumet Bagateller, som utsågs till "årets dansbandsskiva" av Aftonbladet. Låten "Karibien" från år 2000 var ledmotiv till TV-dokusåpan Kär i Karibien.
Bandet tävlade som Beach Boys i Tv-programmet "Sikta mot stjärnorna" där man gick till final. Detta ledde till att bandet bl.a fick göra showen "Fun,fun,fun" på Beach Boys hemmaplan i Los Angeles. (Hollywood Palladium)
År 2006 släpptes albumet "Mindre Mogna Män" som fick en guldkalv för årets platta. Bandet har f.ö tilldelats ett antal Guldklavar genom åren.
År 2008 ersattes sångaren Peter Larsson av Thomas Wennerström, tidigare basist i Grönwalls och Wizex. År 2008 lämnade låtskrivaren och kapellmästaren Tomas Edström bandet efter fem år bakom keyboarden. I stället för Edström stod sedan Marcus Fernholm bakom keyboarden; han spelade även dragspel och munspel.
Bandet gjorde sin sista spelning som turnerande band den 24 mars 2012. 
2017 släppte bandet inspelningar av fyra nya låtar på Spotify.
Bandet gör fortfarande enstaka spelningar tex Dansbandsveckan i Malung och Göteborgs Kulturkalas, och har även haft konsertuppträdande med showerna "Sixties Forever" och "Fun,fun,fun"
Bandet har medverkat i ett stort antal Tv och radioprogram såsom " I afton dans", "Lördans", "Bingolotto", "Dansbandskampen", "Kär i karibien", "Sikta mot stjärnorna", mfl

## Nuvarande medlemmar
- Hans Östh, sång/gitarr
- Peter Larsson, sång/saxofon
- Thomas Wennerström, sång/bas
- Magnus Zetterqvist, sång/gitarr
- Anders Sparlund, sång/keyboard
- Johan Fredriksson, sång/trummor

## Medlemmar genom åren
- Ingemar Andersson
- Göran Persson
- Hans Östh 1972-
- Kenneth Adolfsson
- Claes-Göran Forsgren
- Anders Honk
- Sune Strand
- Harry Sandberg
- Bengt-Arne Eriksson
- Hasse Schmid
- Lars-Ove Bengtsson
- Thomas Andersson
- Erkki Tossavainen
- Rolf Kimfors
- Nick Borgen 1984
- Ulf Georgsson 1980-2024
- Björn Görrel
- Jörgen Flach
- Kent Pettersson 1989-1995
- Stefan Lengstrand 1984-1997
- Ulf Esborn 1988-2003
- Bo Larsson 1997-2005
- Peter Larsson 1997-2001, 2005-2008 (sång, saxofon)
- Jonas Blum 2001-2005
- Tomas Edström 2004- 2008
- Magnus Zetterqvist 2005-
- Thomas Wennerström 1987-1992, 2008- (bas)
- Marcus Fernholm 2008-2011
- Anders Sparlund 2022-
- Johan Fredriksson 2024-

## Diskografi

### Album
- Katarina – 1976
- Jennifer – 1977
- Minnen från en tid[3] – 1979
- Jag får liv – 1980
- Bagateller – 1988
- LIVE – 1990
- Fler valda spår – 1991
- Ännu mera fler – 1992
- World Wide Songs – 1993
- Karibien – 2000
- Mindre modiga män – 2006
- För allt i världen – 2010

## Melodier på Svensktoppen
- Karibien - 2000
- Bara du - 2000

### Missade listan
- Juliette - 1997
- Om vi känner så här - 2002